# Гладис Найт
Гладис Мария Найт (на английски: Gladys Maria Knight), известна още като Императрицата на соула, е американска ритъм енд блус певица, актриса, бизнесдама, хуманитарна деятелка и писателка.
Известна е главно с хитовете, които записва през 1960-те и 1970-те години за компаниите „Мотаун“ и „Буда Рекърдс“. Групата, с която изпълнява музика, се нарича „Гладис Найт Енд Дъ Пипс“. В нея понякога участват нейният брат Мерълд Найт и братовчедите ѝ Едуард Патън и Уилям Гест.